# Resolució 1650 del Consell de Seguretat de les Nacions Unides
La Resolució 1650 del Consell de Seguretat de les Nacions Unides fou adoptada per unanimitat el 21 de desembre de 2005. Després de recordar la Resolució 1545 (2004) relativa a la situació a Burundi, el Consell va ampliar el mandat de l'Operació de les Nacions Unides a Burundi (ONUB) fins l'1 de juliol 2006.

## Resolució

### Observacions
El Consell de Seguretat va elogiar al poble burundès per completar el període de transició on l'autoritat havia estat transferida a governs i institucions democràticament elegides. Va elogiar a la Unió Africana i l'ONUB per les seves contribucions a la transició a Burundi i va animar a les autoritats de Burundi a continuar promovent l'estabilitat del país i la reconciliació nacional.
La resolució va assenyalar la necessitat de la implementació de noves reformes i es va mantenir preocupada per les activitats del Palipehutu. Va reconèixer que, tot i que hi havia una millora en la situació de seguretat, encara hi havia "factors d'inestabilitat" presents a Burundi i la regió dels Grans Llacs d'Àfrica.

### Actes
Actuant en virtut del Capítol VII de la Carta de les Nacions Unides, el Consell de Seguretat va ampliar el mandat de l'ONUB i va donar la benvinguda als debats entre el Secretari General Kofi Annan i el govern del Burundi pel que fa a la progressiva retirada de la presència de les Nacions Unides en matèria de manteniment de la pau i als ajustaments del seu mandat.
El text va autoritzar la redistribució temporal del personal de policia militar i civil entre l'ONUB i la Missió de les Nacions Unides a la República Democràtica del Congo (MONUC), i va demanar al Secretari General que iniciés converses amb països que aportessin tropes a aquestes missions sobre les condicions per a aquestes redistribucions.
Mentrestant, es va instar al govern de Burundi a finalitzar el procés de desarmament, desmobilització i integració social, i va acollir amb satisfacció la seva voluntat de concloure un acord amb el Palipehutu. Hi havia preocupació per les denúncies de violacions dels drets humans i es va demanar a les organitzacions internacionals que continuessin prestant assistència per al desenvolupament de Burundi.